# Liparis mednius
Liparis mednius és una espècie de peix pertanyent a la família dels lipàrids.

## Descripció
- Fa 9,2 cm de llargària màxima.[6][7]

## Hàbitat
És un peix marí, demersal i de clima boreal.

## Distribució geogràfica
Es troba al Pacífic nord-occidental: Rússia.

## Observacions
És inofensiu per als humans.